# ツノトンボ
ツノトンボ（角蜻蛉）は脈翅目ツノトンボ科（Ascalaphidae）の昆虫の総称、またはその一種 Hybris subjacens Walker をさす。

## ツノトンボ科 Ascalaphidae
ウスバカゲロウ科に近縁だが、全体としてはトンボ目の昆虫に形状が似ている。しかしよく見れば小さく多毛なのでトンボとはかなり違った印象を受ける。体長と同じくらい長くて先の膨らんだ特徴的な触角を持つ。前翅より後翅のほうが小さく、また毛を多く持つものが多い。トンボとは異なり、やすむときは翅を斜め後ろ、下向きに伏せるように畳む。
キバネツノトンボでは、成虫は日中活動し、飛翔しながら小さな虫を捕食する。成虫の寿命はオスで34日以上、メスで24日以上という記録がある。卵は植物の枯れた茎上に約60個を2列に並べて産み付ける。
幼虫はアリジゴク（ウスバカゲロウの幼虫）に似るが、すり鉢状の巣を作らず、草の上や石の下などに生息して、小さな虫を捕食する。

### 日本に分布する種
世界におよそ450種、日本には以下の4種が記録されている。
キバネツノトンボ Aspalathus ramburi 本州、九州
ツノトンボ Hybris subjacens本州、四国、九州
オオツノトンボ Protidricerus japonicus本州、四国、九州
オキナワツノトンボ Suphalomitus okinawensis奄美群島から八重山諸島

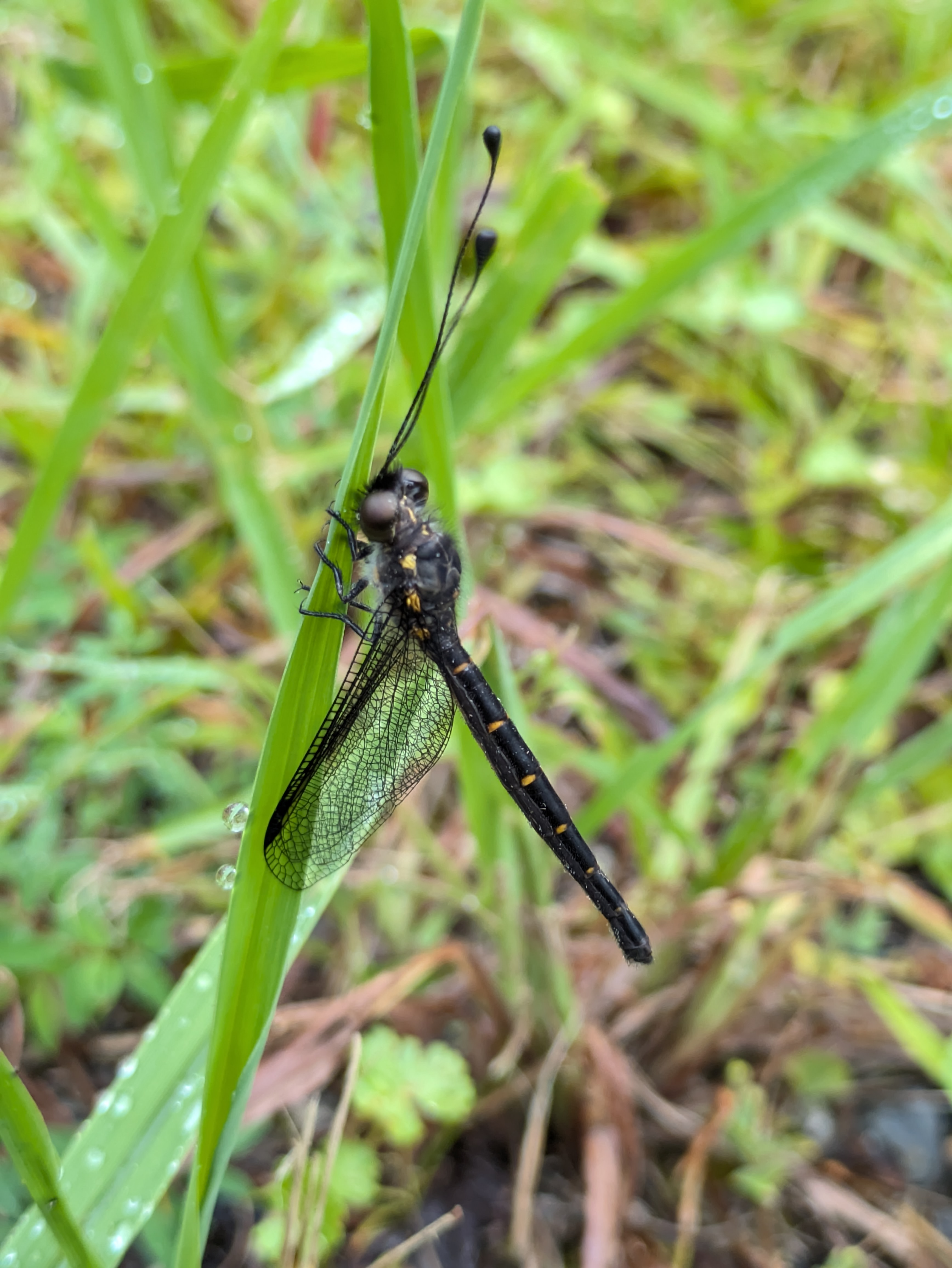
オキナワツノトンボ

## ツノトンボHybris subjacensWalker
成虫の体長は30～35mmほどで、胸と腹の間がくびれているのが目立つ。黄色と黒を基調としている。メスは腹部の節が赤褐色、オスでは黄色で縁取られている。他のツノトンボ科の昆虫より毛は短く、少ない。複眼は上下に分割され、オスの触角は根元近くで湾曲するが、メスは直線状。